# Glenda Morejón
Glenda Estefanía Morejón Quiñónez (ur. 30 maja 2000 w Ibarrze) – ekwadorska lekkoatletka specjalizująca się w chodzie sportowym. Mistrzyni Ameryki Południowej, brązowa medalistka mistrzostw świata juniorów, uczestniczka letnich igrzysk olimpijskich w Tokio i Paryżu.

## Przebieg kariery
W 2016 została mistrzynią Ameryki Płd. juniorów młodszych. Rok później wywalczyła tytuł mistrzyni świata juniorów do lat 18. W 2018 została drużynową wicemistrzynią świata w chodzie sportowym oraz brązową medalistką mistrzostw świata juniorów. W 2019 wystąpiła w rozgrywanych w Dosze mistrzostwach świata, gdzie w konkursie chodu na 20 km zajęła 25. pozycję z rezultatem czasowym 1:39:38. W 2021 roku została mistrzynią Ameryki Płd. w konkurencji chodu na 20 000 m (uzyskała tu wynik 1:29:24,61 będący również nowym rekordem kontynentu).
Była uczestniczką igrzysk olimpijskich w Tokio, w ich ramach wystąpiła w konkursie chodu na 20 km, ale nie zdołała go ukończyć.
W 2022 zdobyła złoty medal drużynowych mistrzostw świata w chodzie sportowym, w zawodach uzyskała czas 2:48:33 będący nowym rekordem Ekwadoru w konkurencji chodu na 35 km.

## Osiągnięcia
| Rok     | Zawody                                           | Miasto    | Miejsce | Konkurencja                 | Wynik      |
| ------- | ------------------------------------------------ | --------- | ------- | --------------------------- | ---------- |
| 2017    | Mistrzostwa świata juniorów młodszych            | Nairobi   | 1.      | chód na 5000 m              | 22:32,30   |
| 2018    | Mistrzostwa Ameryki Płd. w chodzie sportowym     | Sucúa     | 1.      | chód na 10 km               | 46:53      |
| 2018    | Drużynowe mistrzostwa świata w chodzie sportowym | Taicang   | 2.      | chód na 10 km               | 45:13      |
| 2018    | Mistrzostwa świata juniorów                      | Tampere   | 3.      | chód na 10 000 m            | 44:19,40   |
| 2018    | Mistrzostwa ibero-amerykańskie                   | Trujillo  | 3.      | chód na 10 000 m            | 44:12,75   |
| 2019    | Mistrzostwa świata                               | Doha      | 25.     | chód na 20 km               | 1:39:38    |
| 2021    | Mistrzostwa Ameryki Południowej                  | Guayaquil | 1.      | chód na 20 000 m            | 1:29:24,61 |
| 2021    | Letnie igrzyska olimpijskie                      | Tokio     | DNF     | chód na 20 km               | N/A        |
| 2021    | Młodzieżowe mistrzostwa Ameryki Południowej      | Guayaquil | 1.      | chód na 20 000 m            | 1:32:01,67 |
| 2022    | Mistrzostwa Ameryki Płd. w chodzie sportowym     | Lima      | 1.      | chód na 20 km               | 1:31:10    |
| 2022    | Drużynowe mistrzostwa świata w chodzie sportowym | Maskat    | 1.      | chód na 35 km               | 2:48:33    |
| 2022    | Mistrzostwa świata                               | Eugene    | 19.     | chód na 20 km               | 1:34:27    |
| 2022    | Igrzyska Ameryki Południowej                     | Asunción  | 1.      | chód na 20 km               | 1:31:34    |
| 2023    | Mistrzostwa świata                               | Budapeszt | 6.      | chód na 20 km               | 1:27:40    |
| 2023    | Igrzyska panamerykańskie                         | Santiago  | 2.      | chód na 20 km               | –          |
| 2023    | Igrzyska panamerykańskie                         | Santiago  | 1.      | sztafeta mieszana w chodzie | 2:56:39    |
| 2024    | Drużynowe mistrzostwa świata w chodzie sportowym | Antalya   | DSQ     | chód na 35 km               | N/A        |
| 2024    | Letnie igrzyska olimpijskie                      | Paryż     | 6.      | chód na 20 km               | 1:27:37    |
| 2024    | Letnie igrzyska olimpijskie                      | Paryż     | 2.      | sztafeta mieszana w chodzie | 2:51:22    |
| Źródło: |                                                  |           |         |                             |            |

## Rekordy życiowe
(stan na 18 lutego 2025)
- chód na 5000 m – 22:25,16 (26 sierpnia 2017, Cuenca)
- chód na 5 km – 21:16 (15 kwietnia 2017, Sucúa)
- chód na 10 000 m – 44:12,75 (25 sierpnia 2018, Trujillo)
- chód na 10 km – 43:04 (9 marca 2019, Sucúa)
- chód na 20 000 m – 1:29:24,61 (29 maja 2021, Guayaquil)
- chód na 20 km – 1:25:29 (8 czerwca 2019, A Coruña)
- chód na 35 km – 2:48:33 (5 marca 2022, Maskat)

Źródło: 